# Avenas
Avenas is een plaats en was een gemeente in het Franse departement Rhône (regio Auvergne-Rhône-Alpes) en telt 106 inwoners (1999). De plaats maakt deel uit van het arrondissement Villefranche-sur-Saône.
Op 1 januari 2019 ging de gemeente op in de nieuw gevormde gemeente Deux-Grosnes. Bij die fusie gingen ook de buurgemeenten Monsols, Ouroux, Saint-Christophe, Saint-Jacques-des-Arrêts, Saint-Mamert en Trades op in Deux-Grosnes.

## Geografie
De oppervlakte van Avenas bedraagt 9,5 km², de bevolkingsdichtheid is 11,2 inwoners per km².
De onderstaande kaart toont de ligging van Avenas met de belangrijkste infrastructuur en aangrenzende gemeenten.

## Demografie
Onderstaande figuur toont het verloop van het inwonertal (bron: INSEE-tellingen).